# Jean Désiré Ringel de Illzach
Jean Désiré Ringel (1849-1916), conocido como Jean Désiré Ringel de Illzach, fue un escultor, grabador y medallista francés.

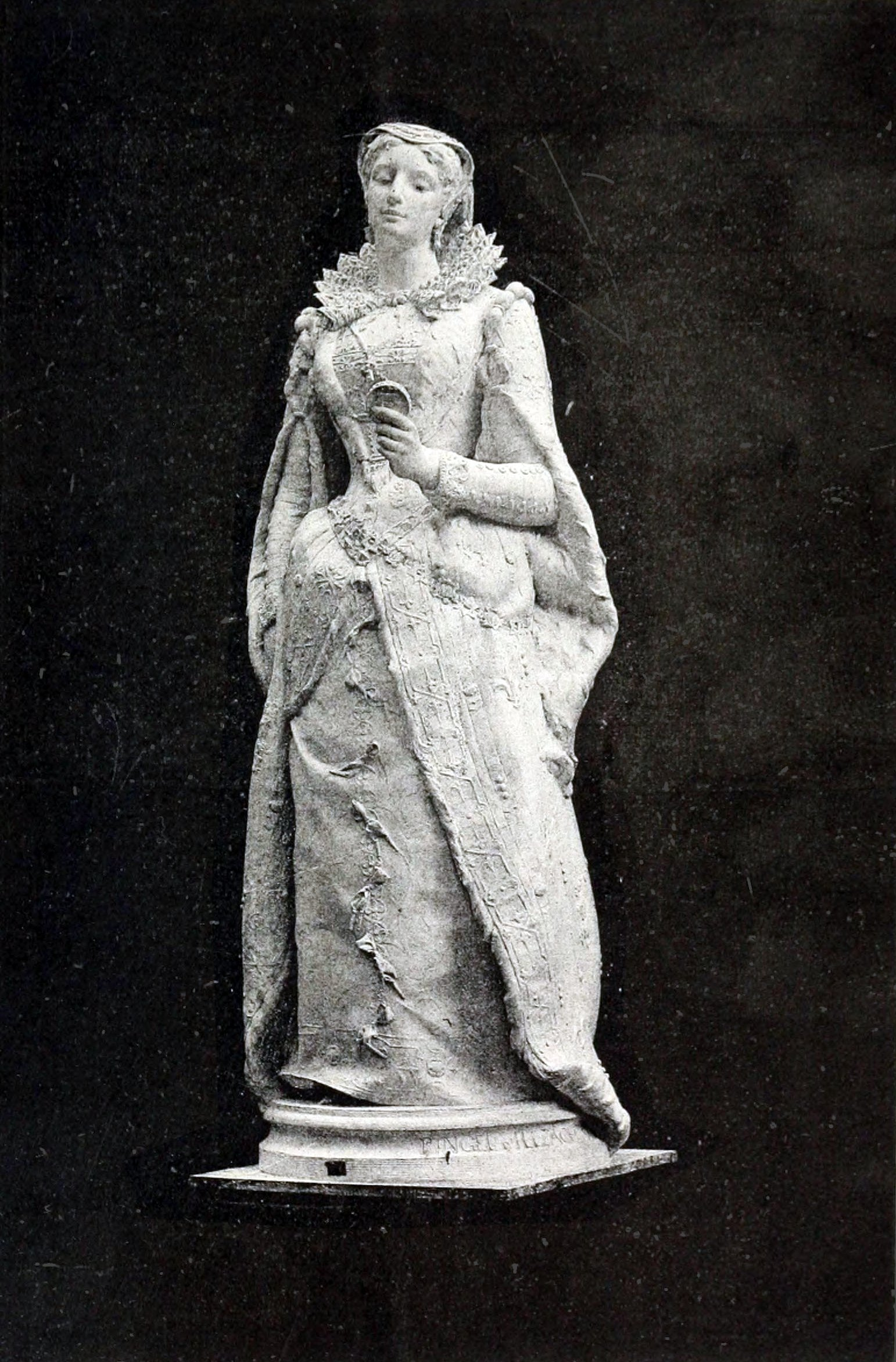
Estatua de María Estuardo.

## Datos biográficos
Estudiante en el taller de François Jouffroy y Alexandre Falguière en la Ecole des Beaux-Arts de París, se hizo conocido por sus medallas en diferentes materiales - bronce, terracota, barro cocido, pasta de vidrio - en las que son retratados cientos de personalidades del momento artístico, literario, político y científico, desde que Charles Gounod, Sarah Bernhardt y Auguste Rodin Etienne Arago, Louis Pasteur y Camille Flammarion a través de Nathaniel Hawthorne, Ernest Renan y Victor Hugo, Ferdinand de Lesseps, Jules Grévy y Léon Gambetta.
Funda en París su estudio en la rue Chardon Lagache, donde no deja de experimentar con nuevos métodos de fundición de metales y materiales fritas. De este modo obtiene incluidos los granulados de esmaltes, como piedras preciosas en tonos extraños. También es conocido por sus máscaras, algunas de los cuales, como la de Maurice Rollinat son de color de cera. Al igual que sus otras obras, son reproducidas en serie , como los grabados.
Parte de su obra escultórica está inspirada por la música. Así, realiza una serie de estatuas que representan alegorías de las nueve sinfonías de Beethoven. Así que de nuevo la estatua policromada evocando la Marche de Rákóczy de Berlioz , expuestos en la segunda Bienal de Venecia en 1897.
Algunas de sus obras se conservan en Francia en el Louvre, el Museo de Orsay y el Museo de Bellas Artes de Burdeos, sin embargo, la mayoría pertenecen a colecciones privadas.

## Obras
Entre las mejores y más conocidas obras de Jean Désiré Ringel de Illzach se incluyen las siguientes:

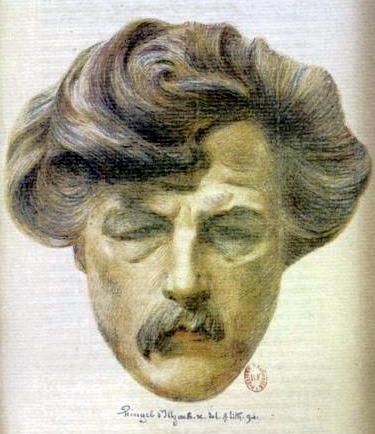
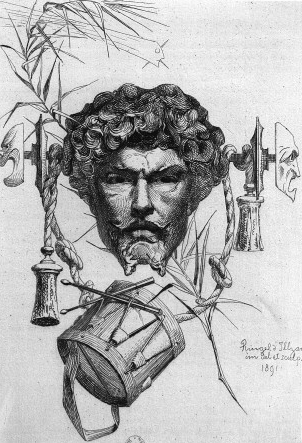
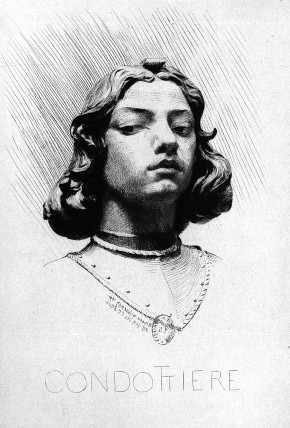
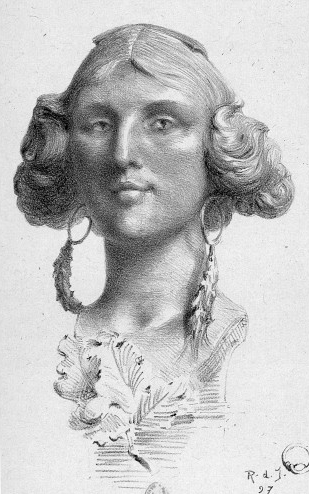